# Giovanni Beda Cardinale
Giovanni Beda Cardinale OSB (ur. 30 lipca 1869 w Genui, zm. 1 grudnia 1933 tamże) – włoski duchowny rzymskokatolicki, benedyktyn, biskup Tarquinii i Civitavecchii, arcybiskup Perugii, dyplomata papieski.

## Biografia
1 kwietnia 1893 otrzymał święcenia prezbiteriatu i został kapłanem Zakonu Świętego Benedykta.
27 maja 1907 papież Pius X mianował go biskupem Tarquinii i Civitavecchii. 9 czerwca 1907 przyjął sakrę biskupią z rąk prefekta Świętej Kongregacji Rozkrzewiania Wiary kard. Girolamo Marii Gottiego OCD. Współkonsekratorami byli delegat apostolski w Meksyku, arcybiskup Spoleto Domenico Serafini OSB oraz emerytowany biskup pomocniczy lwowski abp Józef Weber CR.
Ingres do katedry odbył 5 stycznia 1908.
3 lutego 1910 został przeniesiony na stanowisko administratora apostolskiego archidiecezji Perugii. Został wówczas także arcybiskupem tytularnym laodiceńskim. 8 listopada 1910 został pełnoprawnym arcybiskupem Perugii.
9 października 1922 papież Pius XI mianował go nuncjuszem apostolskim w Argentynie i w Paragwaju oraz arcybiskupem tytularnym chersoneskim. Urząd ten pełnił do 29 sierpnia 1925.
18 czerwca 1928 został nuncjuszem apostolskim w Portugalii. W okresie sprawowania przez niego tego urzędu badano prawdziwość objawień fatimskich oraz w 1930 uznano ich autentyczność. Nuncjuszem apostolskim w Portugalii był do śmierci 1 grudnia 1933.